# Abendstimmung
Abendstimmung is een compositie van Christian Sinding. De compositorische loopbaan van Sinding bevond zich ten tijde van het werk in een neerwaartse spiraal. Zijn tweede thuisland (voor zijn gevoel zijn eerste) Duitsland bevond zich in strijd met de halve wereld in de Eerste Wereldoorlog. Tegelijkertijd bevond de muziekwereld zich in die jaren in roerige tijden, het tijdperk van de klassieke muziek van de 20e eeuw was begonnen met sterke vernieuwingen binnen de muziek. Sinding als conservatief schrijver kon niet meekomen. Abendstimmung is dan ook een van zijn laatste werken.
Sinding schreef Abendstimmung voor
- viool
- 2 dwarsfluiten, 2 hobo’s, 2 klarinetten, 2 fagotten
- 4 hoorns
- pauken, 1 harp
- violen, altviolen, celli, contrabassen

## Discografie
- Uitgave CPO Records: Andrej Bielow met het Sinfonieorchester des Norddeutschen Rundfunks o.l.v. Frank Beermann